# Tren al sur
Tren al sur (Train aux sud) est une chanson du groupe de rock chilien Los Prisioneros, enregistrée dans son quatrième album Corazones. Elle est considérée comme une des chansons les plus célèbres et emblématiques du groupe, élevée par certains au rang d'hymne anti-système et contestataire sous la dictature d'Augusto Pinochet. Elle a rencontré un énorme succès à sa sortie.

## Reprises
- Lucybell (Tributo a Los Prisioneros, 2000)
- Los Tres (Freno de mano, en la parte final de la canción «La espada y la pared», 2000)
- Moenia (Stereohits, 2004)
- Volován (2007)
- Tito Troncoso (Chileswing, 2012)
- Rio Pacheco (Gracias Jorge, homenaje bandas independientes. 2016)